# Spark (software)
Spark es un cliente Extensible Messaging and Presence Protocol (Jabber/XMPP) escrito en Java de código abierto. Es un cliente para mensajería Instantánea, multiplataforma optimizado para empresas y organizaciones.[cita requerida]

## Características
- Conversaciones múltiples.
- Integración con servicios de telefonía.
- Seguridad.
- Transferencia de archivos.
- Conversaciones en Solapas.
- Guarda las conversaciones en el servidor de los terminales clientes.[cita requerida]

### Protocolos soportados
- AOL Instant Messenger.
- ICQ.
- Extensible Messaging and Presence Protocol (XMPP).
- MSN Messenger (en desuso actualmente).
- Yahoo! Messenger.
- Cisco Systems Jabber.[cita requerida]